# Donazac
Donazac (okzitanisch: Donasac) ist eine südfranzösische Gemeinde mit 111 Einwohnern (Stand: 1. Januar 2022) im Zentrum des Départements Aude in der Region Okzitanien (vor 2016 Languedoc-Roussillon). Die Gemeinde gehört zum Arrondissement Limoux und zum Kanton La Piège au Razès. Die Einwohner werden Donazacois genannt.

## Lage
Donazac liegt in der südöstlichen Randzone des Lauragais in der ehemaligen Grafschaft Razès etwa 30 Kilometer südwestlich von Carcassonne. Umgeben wird Donazac von den Nachbargemeinden Alaigne im Westen und Norden, Routier im Norden, Lauraguel im Nordosten, Pauligne im Osten sowie Loupia im Süden.

## Bevölkerungsentwicklung
| Jahr                       | 1962 | 1968 | 1975 | 1982 | 1990 | 1999 | 2006 | 2019 |
| Einwohner                  | 174  | 144  | 104  | 122  | 89   | 88   | 94   | 110  |
| Quellen: Cassini und INSEE |      |      |      |      |      |      |      |      |

## Sehenswürdigkeiten
- Kirche La Conversion-de-la-Saint-Paul